# تقویت دامنه
تقویت دامنه تکنیکی در محاسبات کوانتومی است که ایده اصلی پشت الگوریتم جستجوی گروور را تعمیم می‌دهد و خانواده ای از الگوریتم‌های کوانتومی ایجاد می‌کند. تقویت دامنه اولین بار توسط ژیل براسارد و پیتر هویر در سال ۱۹۹۷ نشان داده شد، و به‌طور مستقل توسط لاو گروور در سال ۱۹۹۸ دوباره کشف شد.
در یک کامپیوتر کوانتومی، از تقویت دامنه می‌توان برای رسیدن به سرعت محاسبه از مرتبهٔ درجه دوم بر روی چندین الگوریتم کلاسیک استفاده کرد.